# Ernst Rudolf Hildebrand

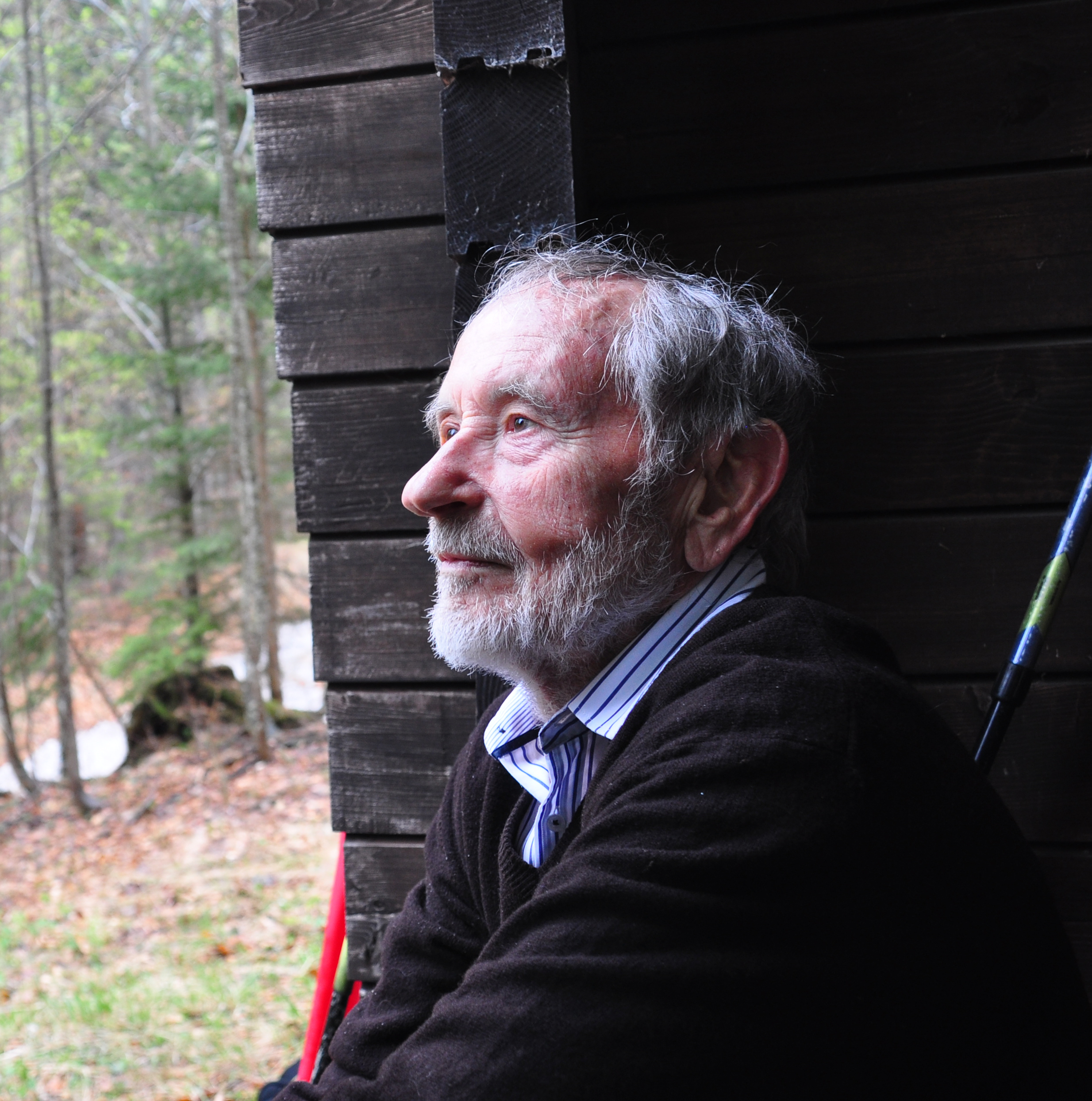
Ernst Rudolf Hildebrand bei einer Wanderung in den Karawanken 2014

Ernst Rudolf Hildebrand (* 17. Dezember 1923 in Prag; † 13. Jänner 2019 in Sankt Veit an der Glan) war ein österreichischer Architekt und Kunstförderer.

## Leben
Sein Vater war Rudolf Hildebrand (1886–1947), geboren in Gottesbichl bei Klagenfurt, und als Architekt in Wien und Prag tätig. Seine Mutter Else, geb. Schedlbauer (1892–1973), stammte aus einer Prager deutschen Familie. Ernst Hildebrand hatte mit seiner ersten Frau Heiderose die Tochter Marie Celíne. 1974 heiratete er Uta geb. Puxkandl, die ihren Sohn in die Beziehung einbrachte. Gemeinsam hatten sie noch zwei Töchter.
1983 wurde er am Fußgängerübergang bei Regenwetter von einem Auto erfasst und lebensgefährlich verletzt.
Ernst Hildebrand hatte durch seinen Vater einen besonderen Bezug zum Alpinismus und absolvierte noch im hohen Alter Wanderungen und Skitouren. In den 1950er-Jahren bestieg er mit zwei Engländern von Chamonix-Mont-Blanc aus die Aiguille de l´M und die Aiguille de Rochefort.

## Werdegang
Von 1938 bis 1942 besuchte er die Höhere Staatsgewerbeschule, Abteilung Hochbau, in Reichenberg und Wien. 1942 bis 1945 leistete er Militärdienst. Von 1945/46 bis 1948/49 studierte er Architektur an der Technischen Hochschule Graz und arbeitete als wissenschaftliche Hilfskraft an der Lehrkanzel für Baukunst und Entwerfen Friedrich Zotter.
Nach der Zweiten Staatsprüfung 1949 trat er in das Architekturbüro Fritz Metzger in Zürich ein. Von 1950 bis 1955 war er Mitarbeiter bei Hermann Baur, Basel und beim Entwurf von Kirchen, der Gewerbeschule Basel und der Erweiterung des Bürgerspitals Basel beteiligt.
Im September 1956 erhielt er seine Zulassung als Architekt.
Ernst Hildebrand war Preisrichter bei Wettbewerben für die Pädagogische Akademie Graz, das Bundesrealgymnasium Stainach, Landeskrankenhaus Oberwart, Erholungszentrum Perchtoldsdorf, Landeskrankenhaus Bruck/Mur und das Altersheim Ferlach.

## Bauten (Auswahl)
- 1954–55: Wettbewerb Landeskrankenhaus Klagenfurt (900 Betten) 1. Preis
- 1955: engerer Wettbewerb LKH Klagenfurt, 1. Preis
- 1958–60: Sommerbungalow Dellach
- 1960/61: Allgemeines Krankenhaus der Stadt Wien – Ankauf
- 1972: Wettbewerb Hochschule für Bildungswissenschaften Klagenfurt, mit Architekt Martin Esterl, Otto Baurecht und Architekt Ewald Kaplaner – 1. Preisgruppe Ausgeführte Bauten: LKH Klagenfurt
- 1957–68: in Kooperation mit Architekten Otto Baurecht und Martin Esterl: Chirurgie (1961)- mit Reliefwand Hans Bischoffshausen; Zentralwäscherei; Pathologie; Strahlentherapeutisches Institut u. a.
- 1962–67: Volksschule Hörtendorf mit Turnsaal, Freibereich Rasenrelief mit Hans Bischoffhausen[1]
- 1965–68: Ausbildungszentrum Krankenpflegeschule am LKH – Planung Hildebrand alleinverantwortlich (mit integrierten Betonarbeiten Pausenhalle, Stiege, Vorbereich von Hans Bischoffshausen – steht seit 1993 unter Denkmalschutz)
- Operationstrakt Krankenhaus Waiern, Feldkirchen/K
- Umbau und Einrichtung Kärntner Landesgalerie, Klagenfurt
- 1973–77: Planung, Ausführung Universität Klagenfurt mit Architekt Martin Esterl und Ewald Kaplaner
- 1975–76: Entwurf Park- und Rastplatz bei der Hollenburg mit Sepp Schmölzer
- 1990–93: Wohnanlage Heizhausgasse  Klagenfurt
- 1994–96: Revitalisierung An der Walk Klagenfurt

## Galerie Hildebrand
1961 gründete er mit seiner ersten Frau Heiderose Hildebrand die Galerie Hildebrand in Klagenfurt, Die Eröffnungsausstellung „10 Jahre Bischoffshausen“ präsentierte Werke der internationalen und nationalen Avantgarde. Die Galerie wurde nach dem Rückzug von Heiderose Hildebrand 1970 geschlossen. Von 1974 bis 1984 wurde sie zusammen mit seiner zweiten Frau Uta Hildebrand als „Arbeitskreis Galerie Hildebrand“ mit über 300 weiteren Ausstellungen und Veranstaltungen weitergeführt.
2015 stellte die Österreichische Galerie Belvedere in Wien im Rahmen der Retrospektive „Mehr als Zero“ zu Hans Bischoffshausen auch die besondere Beziehung zur Galerie und Familie Hildebrand dar.

## Auszeichnungen
- 2004: Würdigungspreis des Landes Kärnten für besondere Leistungen in der Architektur und für Verdienste um die Baukultur.[3]